# Living With a Star
Living With a Star (LWS, en français : Vivre avec une étoile) est un programme scientifique de la NASA. Son objet est l'étude de l'influence du Soleil sur la Terre en particulier son incidence sur le vivant et le fonctionnement de la société humaine. Le programme est géré par la division Heliophysics de la direction des missions scientifiques de la NASA.

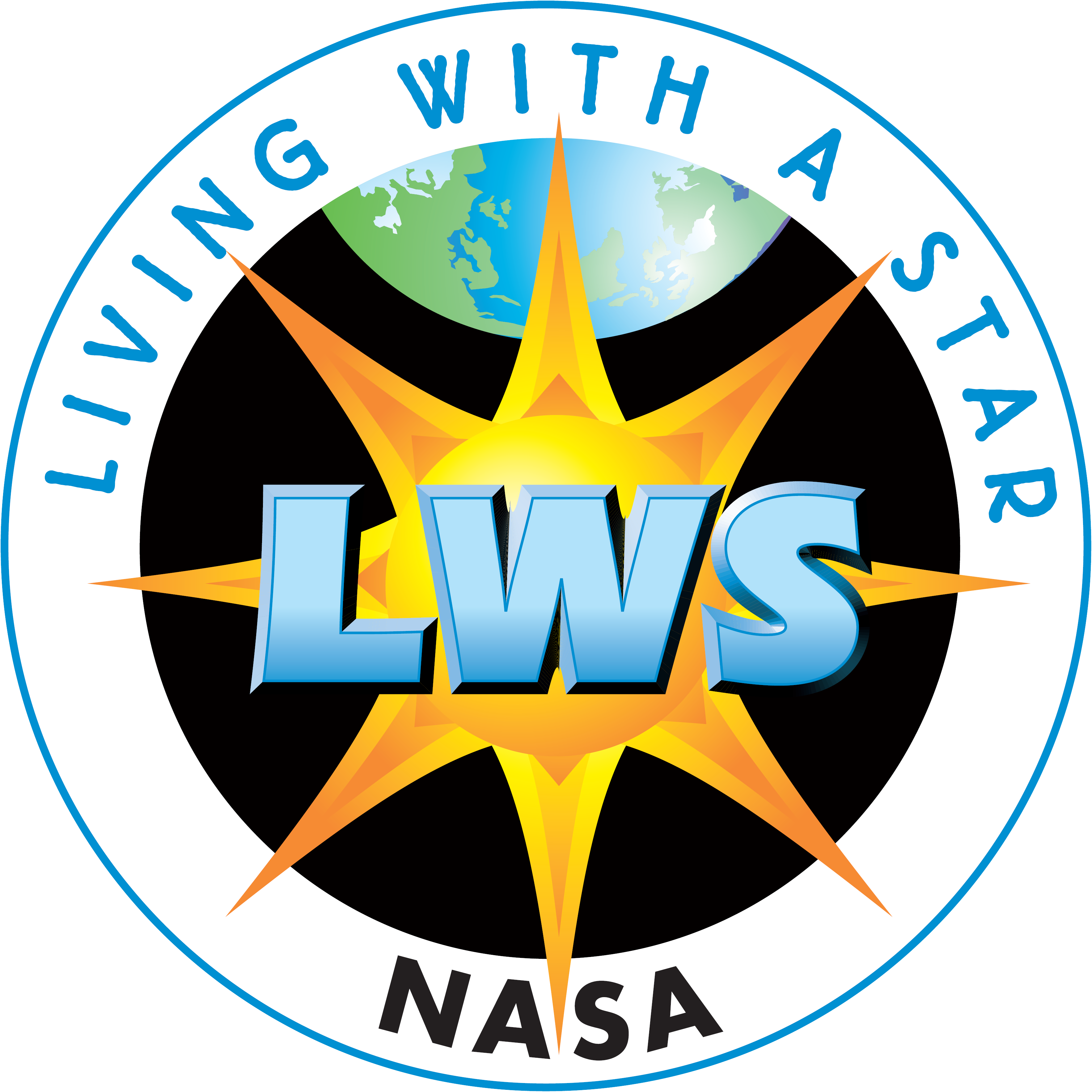
Le logo du programme

Le programme LWS comprend principalement trois composantes :
- des projets de recherches scientifiques utilisant des sondes spatiales (Spaceflight Segment) chargées d'étudier les différentes régions du Soleil, de l'espace interplanétaire et la partie de l'espace proche de la Terre ;
- un programme de sciences appliquées (Space Environment Testbeds) destiné à mettre au point des protocoles de test pour les composants spatiaux placés dans un environnement spatial ;
- un programme de recherche ciblé sur des applications technologiques (« Targeted Research and Technology Program »).

## Contexte
La Terre est sous l'influence du Soleil. La lumière de l'astre est à l'origine de l'émergence de la vie et permet sa perpétuation. Parallèlement, le Soleil produit des flux de particules à haute énergie et des radiations qui peuvent affecter le vivant. Protégée par son champ magnétique et son atmosphère, la Terre est le seul lieu dans le système solaire où la vie a pu se développer et s'épanouir. Mais les origines et le destin de la vie sur Terre sont intimement liés à la manière dont la Terre répond aux soubresauts du Soleil. L'objectif final du programme Living With a Star  est de développer notre compréhension des processus en jeu qui doivent nous permettre d'améliorer le modèle prédictif utilisé pour la météorologie spatiale aux abords de la planète et dans l'espace interplanétaire.

## Objectifs
Le programme doit permettre de :
- quantifier les aspects physiques, dynamiques et le comportement du système Soleil-Terre durant le cycle solaire de 11 ans ;
- améliorer notre compréhension de l'influence des changements de l'activité solaire sur les changements climatiques qui affectent la Terre ;
- prévoir les tempêtes de particules à haute énergie pouvant mettre en danger la sécurité des hommes ;
- fournir des caractéristiques détaillées de l'environnement radiatif dans lequel évolue les engins spatiaux et les systèmes de transport spatiaux ;
- identifier l'environnement radiatif au-delà de la magnétosphère pour permettre l'exploration de l'espace interplanétaire par l'homme.

## Les composants du programme

### Segment spatial

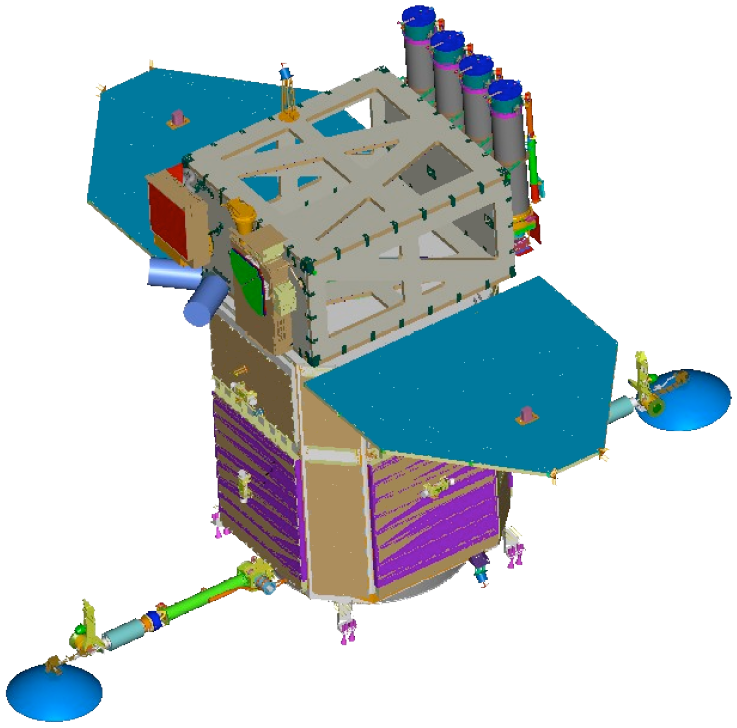
Le Solar Dynamics Observatory.

Deux missions scientifiques sont en cours : la sonde Solar Dynamics Observatory (SDO) a été lancée le 11 février 2010 tandis que la mise en orbite de Radiation Belt Storm Probes (RBSP) a lieu en 2012. Par ailleurs, les objectifs scientifiques et la conception des sondes Ionosphere-Thermosphere Storm Probes (ITSP) et Solar Sentinels ont été figés.

### Test de composants dans l'environnement spatial
Space Environment Testbeds (SET) utilise des données existantes ainsi que de nouvelles données recueillies grâce à des missions SET à faible coût pour atteindre les objectifs suivants :
- définir les processus à l'œuvre dans le milieu spatial ;
- réduire les incertitudes relatives de l'environnement spatial et ses incidences sur les engins spatiaux et leur charge utile ;
- améliorer la conception, les consignes de mise en œuvre ainsi que les démarches de test pour réduire le taux d'anomalie et de défaillance des engins spatiaux liés à l'environnement spatial.

### Targeted Research and Technology(TR&T)
La création en 2001 du programme LWS a créé de nouvelles opportunités pour des programmes de recherche appliquée, destinés à étudier des aspects de l'influence du Soleil qui affectent le vivant et le fonctionnement de la société. Le programme Targeted Research and Technology (TR&T) (« recherche ciblée et technologie ») a pour objectif d'obtenir des progrès immédiats répondant aux objectifs de LWS. Le programme TR&T a retenu cinq axes de recherche pour lesquels il vise à fournir des données quantitatives et prédictives. TR&T finance par ailleurs des programmes de recherche indépendants.

## Missions
Le programme Living With a Star  comprend les missions spatiales en cours ou programmées suivantes, :
- Solar Dynamics Observatory (SDO) ;
- Radiation Belt Storm Probes ;
- Balloon Array for RBSP Relativistic Electron Losses (BARREL) ;
- Solar Probe Plus ;
- Solar Orbiter, mission conjointe avec l'agence spatiale européenne (à confirmer) ;
- Space Environmental Testbeds.